# Skarlát
A skarlát, régies nevén vörheny egy baktérium – nevezetesen a Streptococcus pyogenes – által okozott akut fertőző betegség. Cseppfertőzéssel terjed. Körülbelül egy hét lappangás után láz, torokfájdalom, nyaki nyirokcsomó-duzzanat, majd pontozott, apró elemű bőrkiütés lép fel – ekkor típusos a kép. Adott esetben igen jellegzetes, lobos garatképletek észlelhetők.
A kiütés leginkább a hajlatokban – a melegnek kitett helyeken – látható, és az egyébként összefolyó pírral borított orcák mellett szintén jellemző módon megkímélt – sápadt – a száj körüli terület. A nyelven először vaskos fehéres lepedék, majd annak leválása után a kissé fellazult, erősen papillázott nyelv („málnanyelv”) látható.
A torokból rendesen kitenyészthető a kórokozó, amelynek egyik toxinja következménye a kiütés. A skarlát obligát módon (ha a beteg arra nem érzékeny) penicillinnel kezelendő – ez jelenthet szájon át való kezelést is.
Esetleges szövődmények a szívet, ízületeket érinthetik.
Mivel a tünetek gyorsan elmúlnak, immunitás nem feltétlenül alakul ki, ennek megfelelően ismételt megbetegedések előfordulhatnak. A betegséget az ÁNTSZ-nek be kell jelenteni.

## Története
Az antibiotikumok használata előtt a skarlát veszedelmes fertőző betegség volt. A 9. században hurcolták be Európába. Először a palermói Ingrassia írta le 1556-ban Rossania néven, majd Jean Coyttard 1578-ban. Thomas Sydenham határolta el az ártalmatlan formát.
A betegség a költészetben is megjelent: Friedrich Rückert 1830 körül verseket írt két gyermeke haláláról.
A skarlát visszatérőben, különösen Kelet-Európában, de 2009-ben Nagy-Britanniából is jelentettek járványt. A megbetegedések száma meghaladta az elmúlt 20 évben tapasztaltat. A súlyosabb változat sok halálesettel járt.

## Kórokozója
A skarlát kórokozói a Lancefield-csoport A-hoz tartozó streptococcusok (főként a Streptococcus pyogenes). A toxin termeléséért bakteriofágok a felelősek; enélkül mandulagyulladás az eredmény.[forrás?] A bakteriofágnak sok szerotípusa van, ezért a skarlát többször is elkapható. Cseppfertőzéssel és érintkezéssel terjed szájon és garaton át. A baktériumok nyílt sebeken át is behatolhatnak a szervezetbe. Sokan anélkül hordozzák őket, hogy megbetegednének; ők az elsődleges fertőzésforrások. Az antibiotikummal kezelt beteg nem fertőz, de kezelés nélkül a betegség harmadik hetéig üríti a kórokozókat. A legtöbb megbetegedés hideg időben történik, és legtöbbször 3-10 éves gyerekek betegednek meg.

## Tünetei
Lappangási ideje két-nyolc, többnyire három nap. Tipikusan lázzal, hidegrázással, hányással és garatgyulladással kezdődik, de fej- és hasfájás is kísérheti. A láz akár 40 fokra is felszökhet. A garat mélyvörös, a mandulák duzzadtak, majd fehér lepedékesek. A nyelés fájdalmassá válik, és az állkapocs alatti nyirokcsomók megdagadnak. A nyelv fehér lepedékes, majd a lepedék feloszlása után fénylő vörös kiálló ízlelőbimbókkal (málnanyelv).
Egy-négy nap múlva megjelenik a jellegzetes élénkvörös kiütés. A foltok gombostűfej nagyságúak, és sűrűek. A leginkább érintett helyek a hónalj és az ágyék, de az egész testre is kiterjedhet, kivéve a száj-áll háromszöget. A bőr érdes tapintású. A betegség kezdetét követő két hét múlva testszerte hámlani kezd a bőr. Néha ez alapján állapítják meg a skarlátot, mivel a kiütés még nem elég bizonyíték, hiszen vannak más betegségek is, amik szintén kiütéssel járnak, és sok ilyen betegség vírusos. Emellett a kiütések esetleg allergiával is magyarázhatók.
A betegség lehet súlyos magas lázzal, erős fájdalmakkal és kifejezett kiütésekkel, de lehet enyhe is nyakfájással és kevés jellemző tünettel, sőt láz, kiütések és a nyelv elszíneződése nélkül is jelentkezhet, emiatt nem is ismerik fel mindig a skarlátot. A mandula- vagy mandulák hiányában garatgyulladás viszont elmaradhatatlan. A 21. század elején az erős tünetekkel járó skarlát ritka.

## Szövődményei
Leginkább a streptococcus-utóbetegségektől kell tartani: a gennyes középfülgyulladástól, a poststreptococcus vesegyulladástól és a reumás lázzal járó reumás ízületi megbetegedéstől, a szívizomgyulladástól, ami a beteg egész további életére kihat. Ezeket a betegségeket az immunrendszer válaszreakciója okozza a betegség kitörésétől számított négy-hat hétig még jelenlevő kórokozók ellen. Ezek a szövődmények ma már ritkák.
Továbbá egyes jelek arra mutatnak, hogy a streptococcus-fertőzés neuropszichiátriai megbetegedéseket eredményezhet (PANDAS), például Tourette-szindrómát, vagy kényszerbetegséget.
Ha a kórokozók a vérerekbe kerülnek, akkor toxikus sokk is kialakulhat.[forrás?]
A beteg környezetében tartózkodóknak fokozottan kell figyelniük minden nyílt sebet, és minden gomba által fertőzött bőrfelületet, mivel a bőralját és az izmokat is fertőzés fenyegeti.

## Kezelése
A skarlát jól reagál a penicillinre. A beteget penicillinérzékenysége esetén makrolidokkal kezelik. Kezelés nélkül gyakrabban lépnek fel szövődmények, ezért az antibiotikum-terápiát legalább tíz napig folytatni kell. Emellett tüneti kezelést is végeznek, úgymint láz- és fájdalomcsillapítást, és a nyelés könnyítését gargarizálással. Fontos a megfelelő mennyiségű folyadék fogyasztása. A kezelés idejére a beteget el kell különíteni. A skarlát ellen nincs védőoltás. Habár a népességnek csak 30-40%-a kapja el a skarlátot, sokan más streptococcusos többszöri fertőzés által nyernek immunitást. A kilátások jók, a legtöbb skarlátos beteg maradéktalanul és szövődmények nélkül meggyógyul.
A megfelelően és szakszerűen kezelt beteg a második naptól kezdve már hivatalosan nem tekinthető fertőzőnek. Viszont, ha nem kezelik, akkor csak a harmadik hetet követően válik fertőzésmentesé.